# Anders Åslund
Anders Åslund, švedski ekonomist, * 1952, Karlskoga, Švedska.
Specializiran je za tranzicijsko ekonomijo, iz centralno-planske ekonomije v tržno ekonomijo. Bil je ekonomski svetovalec vladam v Kirgizistanu, Rusiji in Ukrajini. Od leta 2006 je višji sodelavec na Petersonovem inštitutu v Washingtonu.